# Drosophila bai
Drosophila bai este o specie de muște din genul Drosophila, familia Drosophilidae, descrisă de Mahito Watabe și Liang în anul 1990. Conform Catalogue of Life specia Drosophila bai nu are subspecii cunoscute.